# Alice Ross-Kingová
Alice Ross Applefordová, rozená Ross-Kingová (5. srpna 1887 Ballarat – 19. srpna 1968 Cronulla), byla australská civilní a vojenská zdravotní sestra, která sloužila během obou světových válek. Během první světové války sloužila v nemocnicích v Egyptě a ve Francii a byla jednou ze sedmi příslušnic Australian Army Nursing Service, které byly během války vyznamenány Vojenskou medailí (Military Medal) za statečnost. Za druhé světové války zastávala seniorskou pozici v Australian Army Medical Women's Service. V roce 1949 ji Mezinárodní komise Červeného kříže udělila Medaili Florence Nightingalové.

## Mládí
Narodila se 5. srpna 1887 v Ballaratu ve Victorii Archibaldu Ross Kingovi a jeho ženě Henriettě Kingové, rozené Wardové, a byla pojmenována Alys. Rodina se později přestěhovala do Perthu, kde ale její otec a dva bratřil utonuli. Matka se pak s dcerou přestěhovala do Melbourne.
Na zdravotní sestru studovala v nemocnici The Alfred Hospital v Melbourne a v roce 1914 se z ní stala kvalifikovaná sálová sestra.

## První světová válka
Do Australian Army Nursing Service (AANS) se zapsala krátce po vypuknutí první světové války a ve stejné době si změnila i své jméno z Alys Ross Kingové, na Alice Ross-Kingovou. U křestního jména tak zjednodušila jeho hláskování na běžnou podobu tohoto jména, a příjmení si změnila, aby se odlišila od jiné příslušnice útvaru.

V listopadu 1914 byla poslána do zámoří, aby sloužila u 1. australské všeobecné nemocnice (1st Australian General Hospital) v Egyptě. V té době se nemocnice nacházela v Heliopolis, nedaleko Káhiry. Poté sloužila na předsunuté pozici na Suezu, která sloužila jako stanice první pomoci pro zraněné z tažení u Gallipoli. Na konci roku 1915 odplula do Austrálie na palubě nemocniční lodi, kde se starala o zraněné vojáky.

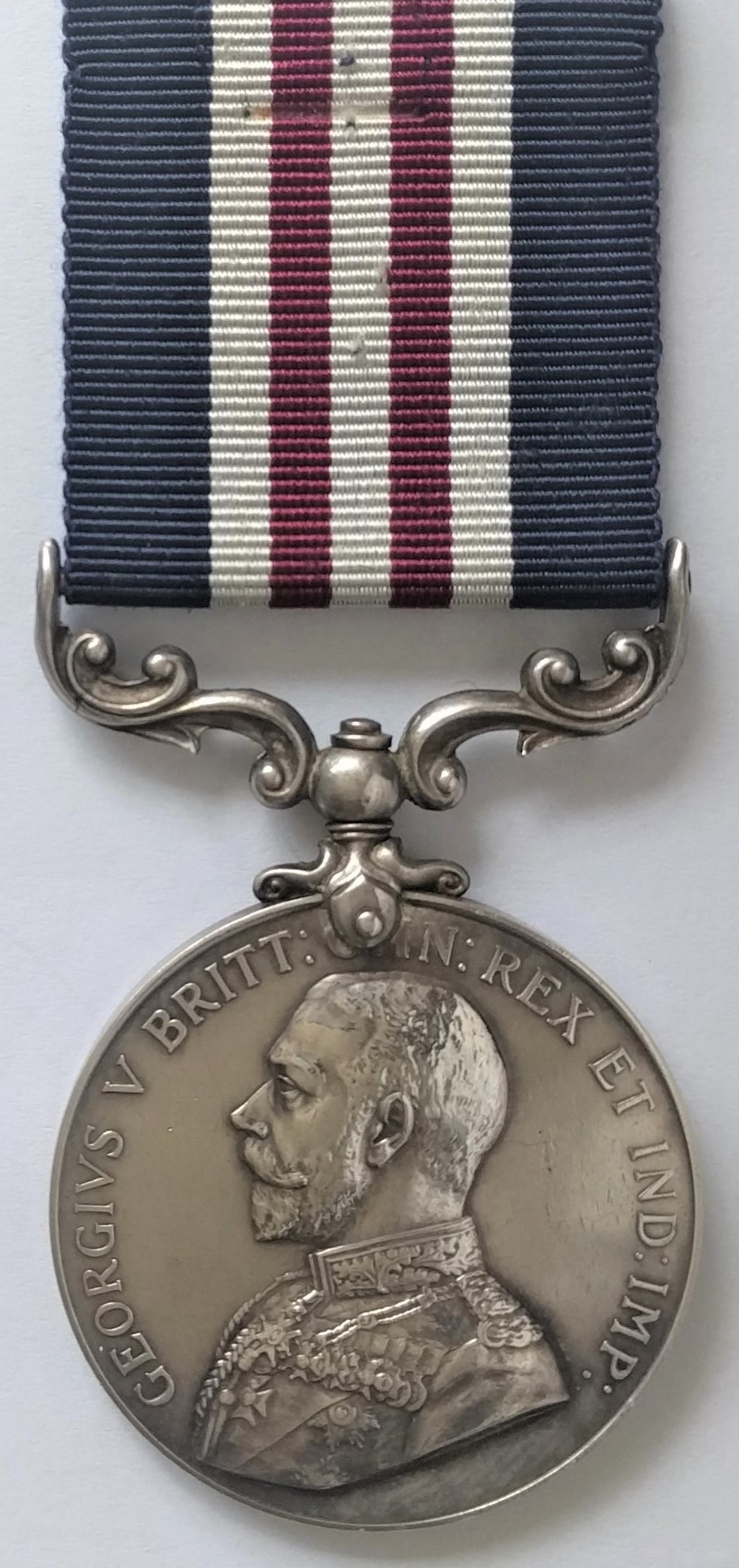
Vojenská medaile

Znovu se však vrátila k 1. australské všeobecné nemocnici a v dubnu 1916 s ní odjela do Francie. Nemocnice byla umístěna v Rouenu a Ross-Kingová zde sloužila až do roku 1917. V červnu 1917 byla přiřazena k 10. stacionární nemocnici v St Omer, ale po pouhých několika týdnech byla znovu 17. července převelena, tentokrát k 2. stanici první pomoci (2nd Casualty Clearing Station) nedaleko Trois Arbres. U jednotky byla pouhých pět dnů, když nemocnice čelila v noci na 22. července bombardování. Během útoku byli zabiti 4 muži a 15 jich bylo zraněno. Ve chvíli útoku se Ross-Kingová, které právě skončila směna, vrátila na oddělení a pokračovala v péči o pacienty navzdory kolapsu plátěné konstrukce stanu, který na ni i pacienty spadl.
Za své činy během tohoto útoku a bezprostředně po něm obdržela Vojenskou medaili, a stala se tak jednou ze sedmi sester z Australian Army Nursing Service, které toto vyznamenání za celou první světovou válku obdržely. Za své příkladné chování během jmenovaného útoku byly touto medailí oceněny i tři její kolegyně z 2. stanice první pomoci, jmenovitě Dorothy Cawoodová, Clare Deaconová a štábní sestra Mary Derrerová. Tato vyznamenání byla publikována v London Gazzete dne 25. září 1917 a předávajícím byl generál William Birdwood, velitel I ANZAC Corps.
Dne 1. listopadu 1917 se vrátila k 1. australské všeobecné nemocnici, u které zůstala až do konce války. V květnu 1918 pak obdržela Královský červený kříž. V lednu 1919 se nemocnice přesunula do Anglie, kde se její příslušníci nalodili na cestu do Austrálie. V září 1919 pak Ross-Kingová byla oficiálně propuštěna ze služeb AANS.

## Meziválečné období
Během své služby potkala svého snoubence Harryho Moffitta, důstojníka 53. pěšího praporu, ale ten byl v červenci 1916 zabit v bitvě u Fromelles. Během návratu z války domů se potkala s doktorem Sydney Applefordem, za kterého se v srpnu 1919 provdala. Pár se usadil v Lang Langu ve Victorii a zplodil čtyři děti.

## Druhá světová válka
V meziválečném období se zapojila do výcviku dobrovolníků ve Victorii v rámci Voluntary Aid Detachment. Po propuknutí druhé světové války vstoupila sama do této organizace a v roce 1942 byla v hodnosti majora přijata do nově vzniklé jednotky Australian Army Medical Women's Service (AAMWS). Zde zastávala funkci starší asistentky kontrolora pro Victorii a byla zodpovědná za zdravotní sestry v celé Victorii.
Ve své službě pokračovala až do roku 1951. V roce 1949 pak od Mezinárodní komise Červeného kříže obdržela Medaili Florence Nightingalové.

## Konec života
V roce 1958 ovdověla a poslední roky svého života strávila v Cronulle. Zemřela 17. srpna 1968.

## Uznání
Sdružení bývalých příslušníků AAMWS od roku 1970 každoročně uděluje Cenu Alice Applefordové příslušníkům Royal Australian Army Nursing Corps, kteří nejsou důstojníky.
V roce 2008 její osudy za první světové války sepsal Peter Rees ve své knize The Other Anzacs (která byl napodruhé publikována pod názvem Anzac Girls). Kniha se pak stala předlohou pro televizní minisérii ANZAC Girls z roku 2014, kde si roli Alice zahrála Georgia Floodová.